# Maison de Dimitrije Živadinović
La maison de Dimitrije Živadinović (en serbe cyrillique : Кућа Димитрија Живадиновића ; en serbe latin : Kuća Dimitrija Živadinovića) est située à Belgrade, la capitale de la Serbie, dans la municipalité urbaine de Stari grad. Construite en 1904, elle est inscrite sur la liste des biens culturels de la Ville de Belgrade.

## Présentation
La maison de Dimitrije Živadinović, située 16 rue Gračanička, a été construite en 1904 d'après les plans de l'architecte Milan Antonović, pour servir de maison résidentielle et commerciale. Le sous-sol et le rez-de-chaussée étaient dévolus au commerce du papier, tandis que la partie résidentielle était située au premier étage.
Cette maison, conçue à des fins de représentation, est caractéristiques de l'Art nouveau et mêle le style balkanique et l'architecture académique. Le vestibule a été peint par Dragutin Inkiostri. Deux étages ont été ajoutés à la demeure, en 1926-1927 ; cette extension est due à l'architecte Samuel Simbul, qui a conservé l'apparence de l'ensemble.